# Crotopo
Nella mitologia greca,  Crotopo  era il nome di uno dei figli di Agenore, re di Argo.

## Il mito
Crotopo viveva tranquillamente con i suoi figli, Stenelo e Psamate che la rese nonno a sua insaputa di Lino, grazie all'unione avuta con Apollo, il figlio di Zeus. La donna decise di abbandonare suo figlio in un bosco dove in seguito fu divorato da belve feroci, in seguito pentendosi di tale misfatto decise di rivelare tutto a suo padre. Crotopo non volle credere alle parole della figlia, su chi realmente fosse il padre di quel bambino, quindi decise la sua morte.
Apollo infuriato di aver perso figlio e amante scatenò nel regno di Crotopo una carestia. Venne interrogato l'oracolo, proprio quello sacro al figlio di Zeus, esso sentenziò non soltanto di tributare al più presto sacrifici in onore dei due morti, ma anche che il re dovesse lasciare il regno. Crotopo allora eseguì l'ordine dirigendosi verso Megaride. Alla sua morte Apollo si vendicò gettandolo nel Tartaro
Fu succeduto sul trono di Argo dal figlio Stenelo.

### Fonti
- Pausania libro I, 43, 7. II 16,1

### Moderna
- Luisa Biondetti, Dizionario di mitologia classica, Milano, Baldini&Castoldi, 1997, ISBN 978-88-8089-300-4.
- Pierre Grimal, Enciclopedia della mitologia 2ª edizione, Brescia, Garzanti, 2005, ISBN 88-11-50482-1. Traduzione di Pier Antonio Borgheggiani